# Wiens stadsbana

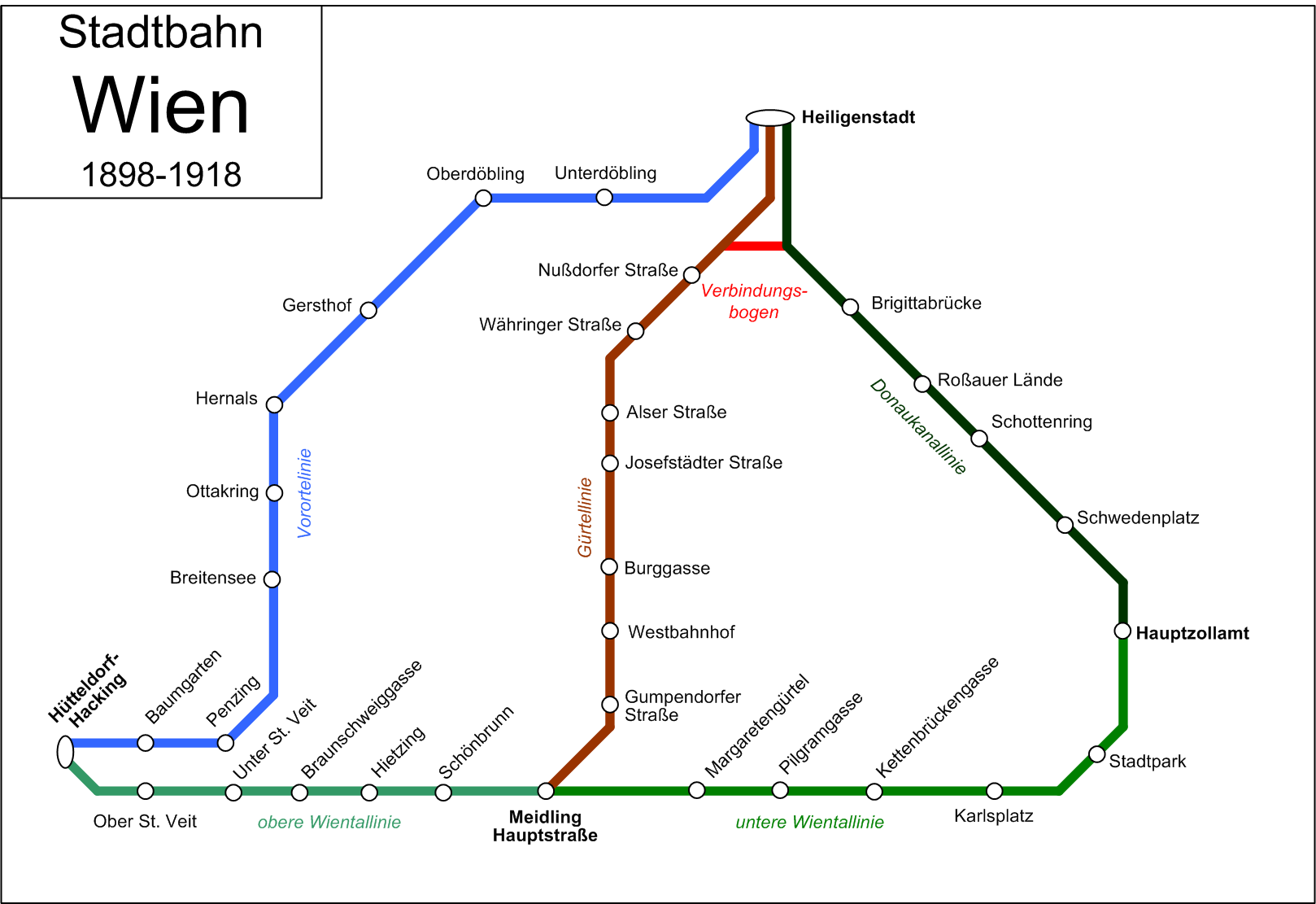
Wiens stadsbana

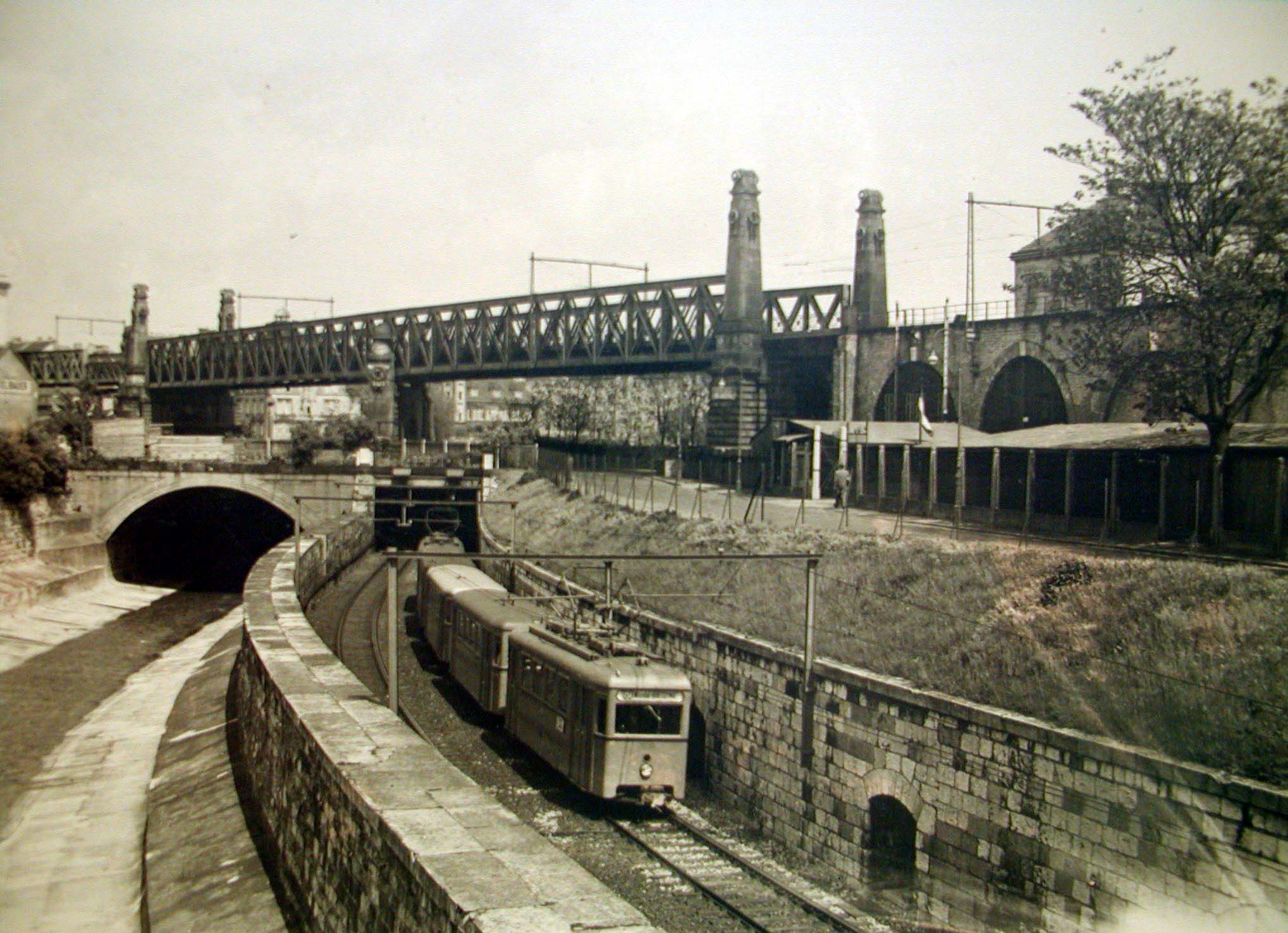
Längenfeldgasse. Idag går U4 nertill och U6 upptill.

Wiens stadsbana är ett järnvägsnät som öppnades stegvis mellan 1898 och 1901. Det anlades delvis i en kanal som torrlagts genom reglering av floden Wien, delvis längs Donaukanal och delvis som högbana genom staden och längs dess ytterkanter. Stadsbanan anlades mer för att förbinda trupptransporter på de olika stambanorna än för att betjäna lokaltrafiken. 1989 upphörde banan att fungera som en egen enhet men hade då integrerats i Wiens tunnelbane- och pendeltågsnät. Wiens stadsbana har särskilt blivit känd för sin arkitektur i jugendstil av Otto Wagner. 

## Se även

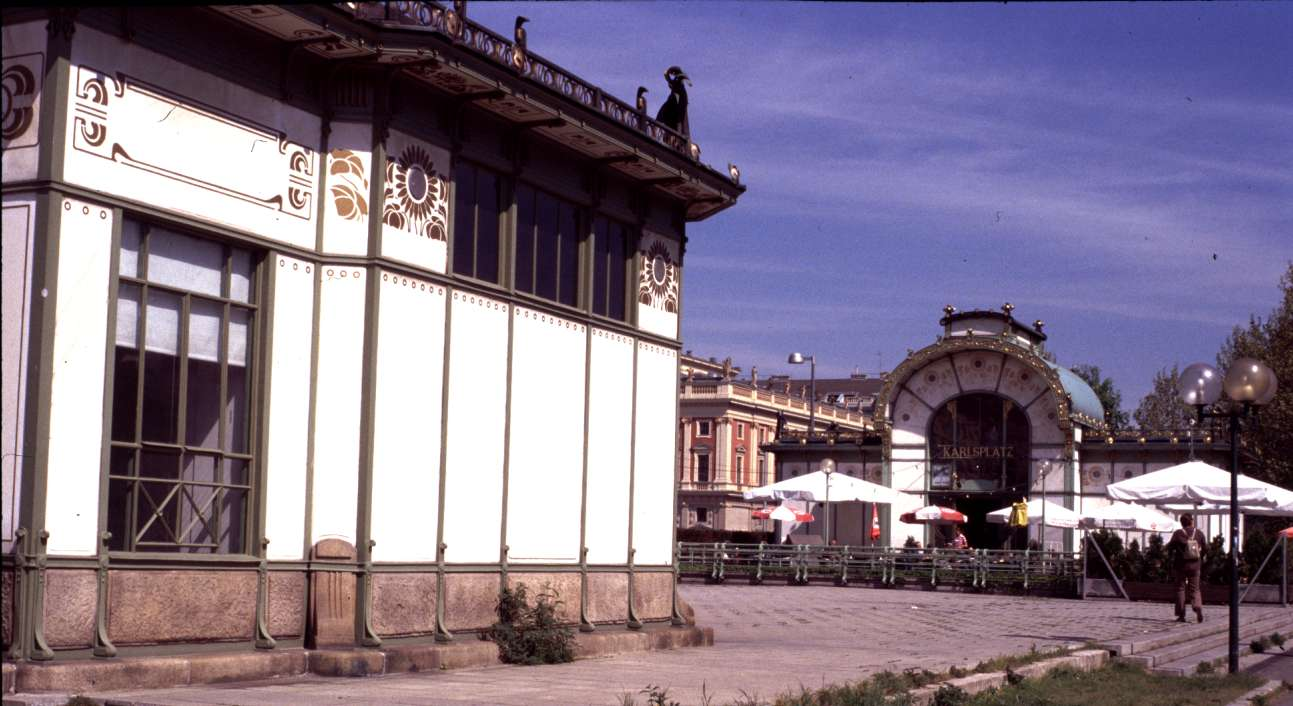
Karlsplatz

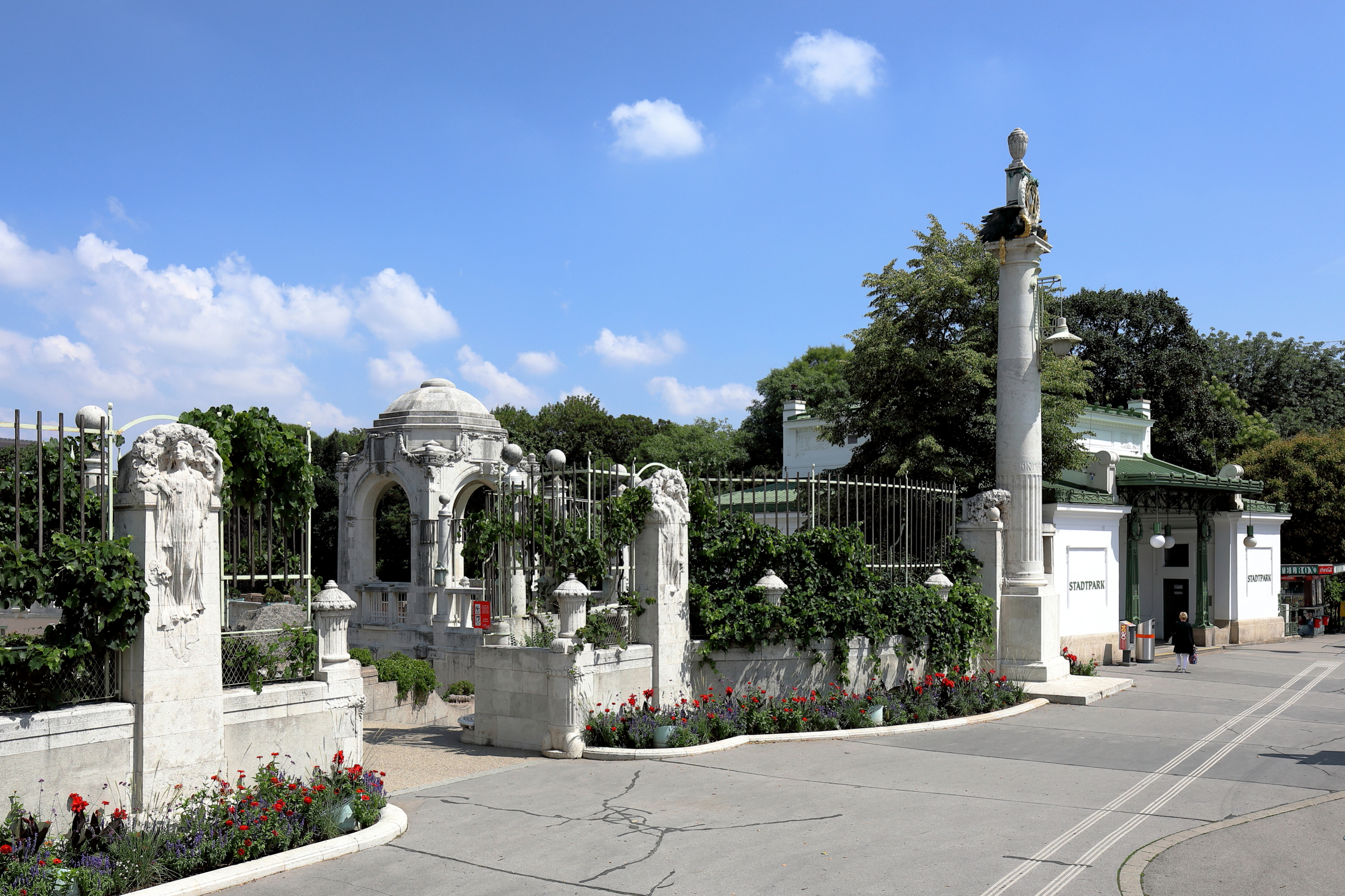
Station Stadtpark